# 藏尽楼兰
藏尽楼兰（CANG JIN LOU LAN，1980年代—），中国女性作家，现居欧洲及美国，汉语文学新生代作家。藏尽楼兰的文学作品习惯于将建筑艺术运用于小说的结构架构。长篇小说《妖精女儿》以独特的写作手法在华语文学圈倍受争议。

## 简介
藏尽楼兰出生于一个家境富裕的中产家庭，父亲是一位企业主，母亲是一位医生。藏尽楼兰自幼跟随母亲学习中国传统文化，成年后专修服装设计、室内设计、建筑学、经济学等多门学科课程。

## 作品
2006年9月第一部实验性长篇小说《妖精女儿》出版发行，因为书中大篇幅过于细致的爱情描写引发争议。作者后来的几本著作《戏别离》、《那个冬天在莱茵河畔》、《16/32》等长篇小说一直在探求不同叙事结构的实验。

## 《妖精女儿》事件
《妖精女儿》一书中过于细致的爱情表现描写在出版后即引发中国文学圈的关注，读者的口诛笔伐将《妖精女儿》推上风口浪尖，后来由包括王纪人在內的十几名知名教授及学者组织座谈会，对《妖精女儿》给予支持。
《妖精女儿》事件后，藏尽楼兰一度退出中国文学圈，销声匿迹，专注文学创作。直到一年后《戏别离》出版，再次引发关注。